# Толстая (гора)
Толстая — гора в  Украинских Карпатах, в массиве Горганы. Расположена в пределах Надворнянского района  Ивано-Франковской области, на северо-восток от хребта Довбушанка.
Высота 1398,2 м. (по другим данным — 1399 м или 1407 г.). Подножие и склоны покрыты лесами, лишь вершина незалесненная. Местами есть каменные осыпи. От вершины на северо-запад тянется узкий и сравнительно короткий хребет с несколькими локальными вершинами. На северном склоне горы берёт начало поток Кудринец (приток реки Ситний), на котором расположен живописный Кудринецкий водопад.
Ближайшие населённые пункты: Зелёная, Черник.